# Орест (ім'я)
Орест (грец. Ὀρέστης) — українське чоловіче ім'я грецького походження, що означає «той, чий стоїть на горі», або «той, що підкорює вершини». Ім'я Орест частовживане на заході Україні, а наразі стає популярним по всій території України. В інших країнах світу зустрічається дещо інша форма імені — Орестес.
Розмовні форми: Орестик, Рестик, Орлі, Орлик, Орчик, Орисьо та інші.
По батькові: Орестович, Орестівна.
Жіночий відповідник: Ореста.

## Іменини
Ім'я Орест згадується як в католицьких, так і в православних святцях. Православні дати іменин Ореста — 10 листопада і 13 грудня.
У стародавньому Римі ім'я Орестес (Орест) було когноменом, тобто родовим прізвищем під час пологів Ауфід і Аврелія. Ім'я Орест носило кілька персонажів давньогрецької міфології.

## Міфологія
Орест — герой давньогрецьких епічних переказів троянського циклу, син Агамемнона і Клітемнестри. Цар Мікен і Аргоса.

## Іншомовні аналоги
| англійська    | Orestes                                                                             |
| грецька       | Orestis                                                                             |
| іспанська     | Orestes, зменшено — Orestito                                                        |
| італійська    | Oreste, зменшено — Oresti, Reste, Orestino, Tino, Tinuccio, Titino, Orestuccio, Orè |
| португальська | Orestes                                                                             |
| бразильська   | Orestes                                                                             |
| ірландська    | Orestas                                                                             |
| польська      | Orestes                                                                             |
| білоруська    | Арэст                                                                               |
| румунська     | Oreste                                                                              |
| молдавська    | Oreste                                                                              |
| чеська        | Orest, зменшено — Or, Orek, Ori, Orestek                                            |

## Відомі українці з іменем Орест
- Авдикович Орест — український письменник, літературознавець і педагог (1887—1918)
- Зибачинський Орест Рудольфович (псевдо: «Орлан») — учасник Української революції 1917-1921 років
- Зуб Орест — онлайн підприємець, блогер, мандрівник, письменник, котрий відвідав понад 100 країн
- Кіндрачук Орест — канадський хокеїст українського походження (1950 р.н.)
- Криворучко Орест — український художник і графік. Заслужений художник України (1942—2015)
- Кузьма Орест — громадський діяч, літератор, есперантист; один із перших популяризаторів і пропаґандистів есперанто в Україні (1892—1968)
- Левицький Орест — український історик, археолог. Академік і віце-президент Української академії наук (1848—1922)
- Масикевич Орест Сидорович (Псевдоніми і криптоніми: О. Щипинський, О. М-вич) — український поет, перекладач, журналіст, громадський діяч, член ОУН (1911—1980)
- Новицький Орест — український філософ, професор Київського університету (1806—1884)
- Огородник Орест Володимирович — український актор, драматург, режисер-постановник Національного академічного українського драматичного театру імені Марії Заньковецької. Заслужений діяч мистецтв України (1973 р.н.)
- Орест Лютий — псевдонім українського шоумена й письменника Антіна Мухарського
- Пастух Орест — український актор
- Попович Орест — президент Наукового Товариства ім. Шевченка в Америці у 2006—2012 роках (1933 р.н.)
- Серчишин Орест — канадський фотохудожник українського походження (1932 р.н.)
- Сомов Орест — український російськомовний письменник, літературний критик і журналіст (1793—1833)
- Сохар Орест — шеф-редактор видання «Обозреватель»
- Субтельний Орест — канадський історик українського походження (1941—2016)
- Терещук Орест — український теннісист і тренер
- Хома Орест Тарасович — український співак (1956 р.н.)
- Чемеринський Орест (псевдо: «Оршан») — політик, публіцист, член Проводу Українських Націоналістів (м), референт пропаганди, керівник Націоналістичної Пресової Служби в Берліні (1935—1940); учасник Похідних Груп ОУН(м) (1941), співредактор «Українського Слова» у Києві (1941) (1910—1942)
- Шупенюк Орест — український психолог, бере участь як експерт у багатьох телешоу

## Відомі люди з цим іменем в інших країнах
- Орест Пінто — офіцер британської армії, розвідник і контррозвідник, учасник Першої і Другої світових війн, а також автор шпигунських романів
- Орест Сабо — угорський політик, міністр у справах Руської країни
- Орест Самор — президент Гаїті 1914 року
- Орест Севастійський — християнський воїн-мученик (IV ст.)
- Орест Єрусалимський — патріарх єрусалимський (986—1006 рр.)
- Оресте Барале — грецький футболіст
- Орестіс Корнезіс — грецький футболіст
- Орестіс Макріс — грецький актор комедійного жанру